# John Balossi
Jean Balossi, né à New York le 28 mai 1931, et mort le 8 avril 2007, est un peintre et un sculpteur américain. 

## Biographie
Jean Balossi reçoit son BFA et son Master de l'Université Columbia à New York. Il est professeur agrégé d'arts plastiques à l'université de Porto Rico à Río Piedras.
John Balossi est aussi un céramiste et graveur, et a produit plus d'une trentaine d'expositions personnelles à Puerto Rico, New York et Paris. Il est bien connu dans le thème des représentations de chevaux. Il grave des séries de xylographies comme White Rider ou Moonscape sur papier de récupération (œuvres perdues)[réf. nécessaire]. 
Son travail est conservé au Museum of Modern Art (New York), Finch College Museum (New York), Museum of Fine Arts (Fort Lauderdale), Chase Manhattan Fine Arts Center, de l'Université du Massachusetts à Amherst, Ponce Art Museum, entre autres.

## Œuvres dans les collections publiques
- Museum of Modern Ar, New York
- Finch College Museum, New York
- Museum of Fine Arts, Fort Lauderdale
- Chase Manhattan Collection, New York
- Ponce Art Museum, Ponce
- Fine Arts Center, University of Massachusetts, Amherst
- Drew University, Madison, New Jersey
- Museo Rodante, Ministère de l'Éducation, Hatio Rey
- University of Puerto Rico Museum, Rio Piedras
- Museo de Porto Rico, San Juan
- Bibliothèque du Congrès, Washington DC
- Collection Maria Elena Vila, P. R.
- Le Dr Briseida Feliciano Collection, Caguas P. R.
- Estate of Denise Sigaud,Paris, France
- Connie Collection Hamilton, New York, NY USA
- Collection Piero Sanavio, à Paris, en France et à Rome en Italie.